# Suslic de la Baixa Califòrnia
El suslic de la Baixa Califòrnia (Otospermophilus atricapillus) és una espècie de rosegador de la família dels esciúrids. És endèmic de la Baixa Califòrnia (Mèxic). Els seus hàbitats naturals són els matollars desèrtics i els boscos de muntanya oberts dominats per les espècies vegetals Pachycereus pringlei, Machaerocereus gummosus, Lemairocereus thurberi, Opuntia cholla, Prosopis juliflora, Lysiloma candida, Bursera cerasifolia i Jatropha cinerea. Està amenaçat per la caça.